# Zielonka
Zielonka é um município da Polônia, na voivodia da Mazóvia e no condado de Wołomin. Estende-se por uma área de 79,48 km², com 17 528 habitantes, segundo os censos de 2017, com uma densidade de 220,5 hab/km².